# Emilio Izaguirre
Emilio Izaguirre (Tegucigalpa, 10 mei 1986) is een Hondurees voetballer die bij voorkeur als linksback speelt. Hij verruilde in 2010 CD Motagua voor Celtic FC. In 2007 debuteerde hij in het Hondurees voetbalelftal, waarmee hij zowel op het wereldkampioenschap voetbal 2010 in Zuid-Afrika speelde als op het wereldkampioenschap voetbal 2014 in Brazilië.

## Clubcarrière

### CD Motagua
Izaguirre begon zijn professionele voetbalcarrière bij CD Motagua in de Liga Nacional de Honduras. Hij maakte zijn debuut in het betaald voetbal op 20 maart 2004 in een met 4–0 gewonnen wedstrijd tegen het inmiddels opgeheven Pumas UNAH. Vanaf 22 juli 2008 liep hij 17 dagen lang een stage bij het Engelse Ipswich Town, maar het kwam niet tot een transfer. In zes seizoenen speelde Izaguirre 143 competitiewedstrijden voor CD Motagua.

### Celtic
Op 18 augustus 2010 tekende Izaguirre een vierjarig contract bij de Schotse topclub Celtic. Hij kreeg het rugnummer 3 toebedeeld. Izaguirre maakte zijn competitiedebuut op 29 augustus 2010 tegen Motherwell (0–1 winst). Op 30 oktober 2010 maakte hij zijn eerste doelpunt voor Celtic tegen St. Johnstone (0–3 overwinning). Op 20 februari 2011 gaf hij een assist op Gary Hooper in de met 3–0 gewonnen derby tegen Glasgow Rangers. Vanaf zijn eerste seizoen in Schotland was Izaguirre een vaste waarde in het elftal van Celtic – hij miste in het seizoen 2011/12 de meeste wedstrijden door een slepende enkelblessure die hem vier tot zes maanden uitschakelde – en werd hij met de club vanaf het seizoen 2011/12 viermaal op rij landskampioen van Schotland. In april 2015 speelde hij zijn honderdste competitiewedstrijd in Schotland; in het Schotse bekertoernooi kwam hij reeds ruim dertigmaal in actie en in de UEFA Europa League en Champions League speelde hij tot aan augustus 2015 38 wedstrijden.

## Interlandcarrière
Izaguirre nam met Honduras –17 deel aan het wereldkampioenschap voetbal onder 20 dat in 2005 in Nederland gehouden werd. Op 4 januari 2007 maakte hij zijn debuut voor Honduras in een vriendschappelijke wedstrijd tegen Denemarken. Op 2 juni 2007 maakte hij zijn eerste interlanddoelpunt in een oefeninterland tegen Trinidad en Tobago. Op het wereldkampioenschap voetbal 2010 speelde hij mee in de groepswedstrijden tegen Chili en Spanje. Met Honduras kwalificeerde Izaguirre zich in 2013 opnieuw voor het wereldkampioenschap en in mei 2014 werd hij opgenomen in de nationale selectie voor het toernooi. Hij kwam in actie in de groepswedstrijden tegen Frankrijk (0–3) en Ecuador (1–2), die beide werden verloren. Op 4 september 2015 benutte Izaguirre een strafschop in de vriendschappelijke interland in en tegen Venezuela – het was de tweede maal dat hij een doelpunt maakte in zijn interlandcarrière.

## Erelijst
Celtic FC
- Landskampioen

2012, 2013, 2014, 2015
- Beker van Schotland

2011, 2013
 CD Motagua
- Copa Interclubes UNCAF

2007
- Landskampioen

2007
1 Schmeichel ·
2 Johnston ·
3 Taylor ·
5 Scales ·
6 Trusty ·
7 Palma ·
8 Furuhashi ·
9 Idah ·
10 Kühn ·
12 Sinisalo ·
13 Yang ·
14 McCowan ·
15 Holm ·
17 Nawrocki ·
20 Carter-Vickers ·
27 Engels ·
28 Bernardo ·
29 Bain ·
38 Maeda ·
41 Hatate ·
42 McGregor  ·
49 Forrest ·
56 Ralston ·
57 Welsh ·
Coach: Rodgers
1 López ·
2 O. Chávez ·
3 Figueroa ·
4 Montes ·
5 Bernárdez ·
6 J. García ·
7 Izaguirre ·
8 W. Palacios ·
9 J. Palacios ·
10 M. Martínez ·
11 Bengtson ·
12 Delgado ·
13 Costly ·
14 Ó. García ·
15 Espinoza ·
16 R. Martínez ·
17 M. Chávez ·
18 Valladares ·
19 Garrido ·
20 Claros ·
21 Najar ·
22 Escober ·
23 Beckeles ·
Coach: Luis Fernando Suárez